# Jekaterina Pawlowna Scheremetewa

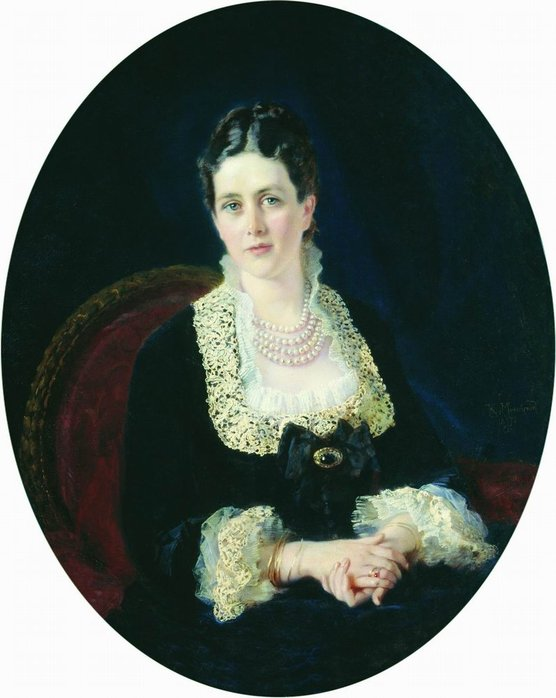
Jekaterina Pawlowna Scheremetewa

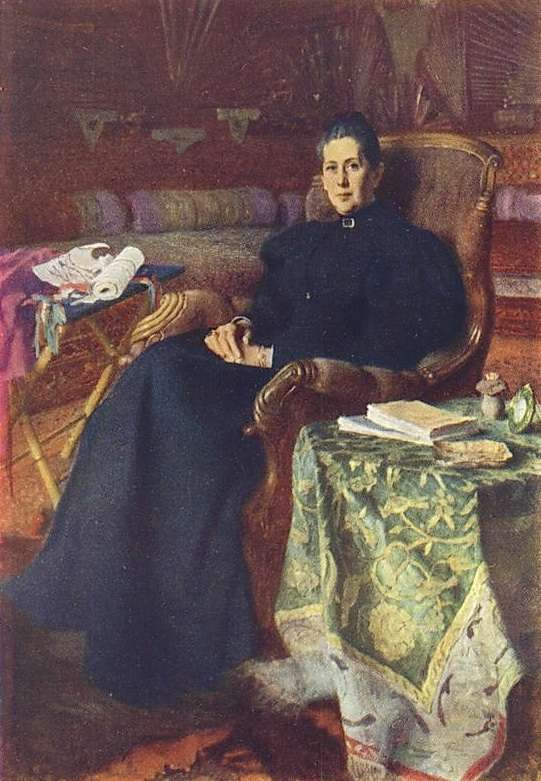
Jekaterina Pawlowna Scheremetewa

Gräfin Jekaterina Pawlowna Scheremetewa (russisch Екатерина Павловна Шереметева) (* 12. Oktober 1849 in Sankt Petersburg; † 24. Januar 1929 in Ostafjewo bei Moskau) war eine russische Hofdame und Mäzenin.

## Leben
Sie war Angehörige der russischen Hocharistokratie, aus der Ruikiden-Dynastie Wjasemski. Ihre Eltern waren der russische Diplomat Pawel Petrowitsch Wjasemski (1820–1888) und Marija Arkadjewna Wjasemskaja (1819–1889), Tochter des Arkadi Alexejewitsch Stolypin. Ihr Großvater war der russische Schriftsteller Pjotr Andrejewitsch Wjasemski (1792–1878), eine der führenden Persönlichkeiten des Goldenen Zeitalters der russischen Literatur. Jekaterina Pawlowna Scheremetewa diente zunächst der Zarin als Hofdame und erhielt von Zar Nikolaus II. den Orden der Heiligen Katharina.
Jekaterina Pawlowna Scheremetewa interessierte sich für Kunst, Literatur und Geschichte und wirkte an der Gründung der Gesellschaft der Liebhaber antiker Schriften ihres Vaters mit. Der Botaniker Fedor Bucholtz richtete um die Jahrhundertwende das von ihr gegründete Naturhistorische Museum in Michailowskoje im Gouvernement Moskau ein. Jekaterina Pawlowna Scheremetewa war mit dem russischen Staatsrat und Historiker Sergei Dmitrijewitsch Scheremetew (1844–1918) verheiratet. Aus der Ehe gingen neun Kinder hervor. Sie starb am 23. Oktober 1889 in Tiflis.

## Auszeichnungen
- Russischer Orden der Heiligen Katharina